# Fred Viebahn
Fred Viebahn (* 16. April 1947 in Gummersbach) ist ein deutscher Schriftsteller.

## Leben
Fred Viebahn ist der Sohn eines Finanzbeamten. Er besuchte das Mathematisch-Naturwissenschaftliche Gymnasium Köln-Mülheim, an dem er 1966 die Reifeprüfung ablegte. Von 1966 bis 1971 studierte er an der Universität Köln Psychologie, Germanistik, Theaterwissenschaft und Philosophie ohne einen Abschluss zu erlangen. Während dieser Jahre begann Viebahn, journalistische Beiträge für Zeitungen, Zeitschriften und Rundfunkanstalten zu verfassen. Ab 1970 lebte er als freier Schriftsteller und Journalist in Castrop-Rauxel, wo er auch bei den Jungsozialisten aktiv war (von 1971 bis 1973 als Stadtverbands-Vorsitzender und im Juso-Vorstand des SPD-Unterbezirks Dortmund). 1973 ging er nach West-Berlin. Von 1974 bis 1976 war er Mitglied des Bundesvorstandes des Verbands deutscher Schriftsteller in der Industriegewerkschaft Druck und Papier (heute Vereinte Dienstleistungsgewerkschaft ver.di). 
Ab 1975 reiste Viebahn als Vertreter einiger Gremien mehrfach in die Vereinigten Staaten. 1976 erhielt er ein Fulbright-Stipendium zu einem internationalen Autorenkolleg an die University of Iowa in Iowa City, wo er als Fellow in Writing seine spätere Frau kennenlernte. 1977 war er Gastdozent (als Writer-in-Residence) für Germanistik an der University of Texas in Austin (Texas) und von 1977 bis 1979 (als Visiting Associate Professor of German) am Oberlin College in Oberlin (Ohio). 1981 wurde er Adjunct Professor an der Arizona State University in Tempe (Arizona), wo er neben Gummersbach auch wohnte.
Fred Viebahn ist Verfasser von (teilweise autobiografisch angehauchter) Prosa und Lyrik sowie Hörspielen und Theaterstücken. Sein Theaterstück Blutschwestern wurde 1976 unter der Regie von Veit Relin in Sommerhausen uraufgeführt.
Im Jahr 1973 erhielt Viebahn den Förderpreis für Literatur der Stadt Köln, 1976 ein Villa-Massimo-Stipendium und 1979 eine Mishkenot Sha’ananim-Gastresidenz der Stadt Jerusalem. 1980 bekam er ein Förderstipendium des Landes Berlin.
Fred Viebahn ist seit 1981 Mitglied des PEN-Zentrums deutschsprachiger Autoren im Ausland und gehört seit 2005 dessen Vorstand an. Viebahn gehört zum Redaktionsstab der Literaturzeitschrift Matrix und ist seit 2007 eigenverantwortlicher Autor des Journalistenblogs Die Achse des Guten.

## Familie
Im Jahr 1979 heiratete Viebahn die US-amerikanische Schriftstellerin Rita Dove. 1981 zogen sie nach Tempe (Arizona). In Phoenix (Arizona) wurde 1983 ihre Tochter Aviva Dove-Viebahn geboren, die an der Arizona State University Dozentin (Assistant Professor) für Englisch und Drehbuchautorin wurde. Seit 1989 leben Fred und Rita Viebahn in Charlottesville (Virginia).

## Werke
- Der Ausbruchsversuch, Novelle. Eremitenpresse, Stierstadt im Taunus 1967.
- Erfahrungen. Tsamas Verlag, Villingen 1968.
- Knopflochgesinnung. Neue Rabenpresse, Berlin 1968.
- Die schwarzen Tauben oder Gitarren schießen nicht. Roman. Merlin Verlag, Hamburg 1969.
- Das Haus Che oder Jahre des Aufruhrs. Roman. Merlin Verlag, Hamburg 1973.
- Larissa oder Die Liebe zum Sozialismus. Roman. Braun Verlag, Leverkusen 1976 (und 1982).
- Blutsschwestern, Theaterstück. Merlin Verlag, Hamburg 1976.
- Die Fesseln der Freiheit. Roman. Braun Verlag, Köln 1979 (und 1981).

## Übersetzungen
- Rita Dove: Die gläserne Stirn der Gegenwart, Heiderhoff Verlag, Eisingen 1989.
- Rita Dove: Das dunklere Antlitz der Erde. Theaterstück. 2002. PDF